# ジェファーソンシティ (原子力潜水艦)
|          |                                           |
| 艦歴     |                                           |
| 発注     | 1984年11月26日                            |
| 起工     | 1987年9月21日                             |
| 進水     | 1990年8月17日                             |
| 就役     | 1992年2月29日                             |
| その後   | 就役中                                    |
| 母港     | グアム アプラ港                           |
| 性能諸元 |                                           |
| 排水量   | 満載：6,927 トン、基準：6,000 トン        |
| 全長     | 110.3 m (362 ft)                          |
| 全幅     | 10 m (33 ft)                              |
| 喫水     | 9.4 m (31 ft)                             |
| 最大速   | 水上25 kt (46 km/h)、水中30+ kt (56 km/h) |
| 潜行深度 | 290 m (950 ft)                            |
| 機関     | S6G reactor 1基                           |
| 乗員     | 士官12名、兵員98名                        |
| モットー | When Any Exigence Calls                   |
|          |                                           |

ジェファーソンシティ(USS Jefferson City, SSN-759)は、アメリカ海軍のロサンゼルス級原子力潜水艦の48番艦。艦名はミズーリ州ジェファーソンシティに因んで命名された。

## 艦歴
ジェファーソンシティの建造は1984年11月26日にバージニア州ニューポート・ニューズのニューポート・ニューズ造船所に発注され、1987年9月21日に起工した。1990年8月17日にスーザン・A・スケルトン夫人によって命名、進水し、1992年2月29日にラッセル・ハリス艦長の指揮下就役した。
母港はグアム海軍基地である。